# 豪鎮 (愛達荷州)
豪镇（英語：Howe）是位於美國愛達荷州布尤特縣的一個非建制地區。該地的面積和人口皆未知。

## 地理
豪镇的座標為43°47′01″N 113°00′17″W / 43.78361°N 113.00472°W，而該地的平均海拔高度為1472米（即4829英尺）。